# Heligmonevra spreta
Heligmonevra spreta är en tvåvingeart som först beskrevs av Wulp 1898.  Heligmonevra spreta ingår i släktet Heligmonevra och familjen rovflugor. Inga underarter finns listade i Catalogue of Life.